# 皮脂膜
皮脂膜（ひしまく、皮表脂質膜）は、皮膚を守るためにできる皮脂の膜である。

## 概要
皮膚の表面で汗腺から分泌される汗と皮脂腺から分泌される皮脂が程良く混ざったものであり、角質層にたまった水分の蒸発を防ぐことによって皮膚の潤いを保持している。常在菌として有用菌の皮膚ブドウ球菌や有害菌の黄色ブドウ球菌などがいる。